# Psychotria erythrocephala
Psychotria erythrocephala là một loài thực vật có hoa trong họ Thiến thảo. Loài này được (K.Schum. & K.Krause) Standl. miêu tả khoa học đầu tiên năm 1930.